# Васил Левски (област Стара Загора)
Вижте пояснителната страница за други значения на Васил Левски.
Васил Левски е село в Южна България, разположено приблизително в централната част на Горнотракийската низина, на 10 км северно от река Марица. То се намира в Община Опан, област Стара Загора.
Селището е пето по големина в община Опан с население към 14 септември 2007 година от 283 души с постоянен адрес, което е приблизително 10% от жителите на община Опан и представлява 0,004% от населението на страната.
Името на селото до 1906 година е Аладаалии, а от 1906 до 1950 година – Левски. С ук. 165 (обн. 05.IV.1950 г.) е преименувано на Васил Левски.
Най-често срещани названия на село Васил Левски на латиница са: Aladaalii, Aladaaliy, Aladaili, Levski_2, Lewski, Vasil_Levski, Vasyl_Levski, Levski, V.Levski, V.Lewski, Aladay (от карта на Българските земи в Османската империя в историческия музей, град Стара Загора), Vasil Levski.
Най-често срещани названия на селото (освен Васил Левски) са: Аладаалии, Аладъалий и Аладамий (Видрица, поп Минчо Кънчев), Аиванлий (от летописна книга на с. В. Левски), Аладачлий (Речник на селищата и селищните имена 1878 – 1987, Н.Мичев, П.Коледаров), Лески, Аладайли, Аладали, Аладаали, Аладайлии, Левски (съвременни разговорни наименования).

## История
По време на Османското владичество село Аладаалии е било неголямо село заселено с османски турци, чиито жители изцяло го напускат след Руско–турската освободителна война. На тяхно место идват български семейства от околните селища и бежанци от Караклисе, Крушево от селата на Димотишката кааза и вероятно от самия град Димотика. Българските бежанци от Беломорието тръгват най-вероятно през 1881 г. – само две години след решенията на Берлинския конгрес, след като разбират, че селото им остава в рамките на Османската империя. Бежанците навлизат дълбоко в Източна Румелия, като стигат със своята покъщнина, едър и дребен добитък близо до Стара Загора. Не се знае колко дни, седмици или месеци са престояли в Старозагорско, но изглежда там не им харесва особено. И тези западнотракийски бежанци стягат отново цялото свое движимо имущество и се насочват този път на юг от Стара Загора и се спират след четиридесет километра шосеен преход в село Аладаалии. Там те намират все още незаети къщи и земеделски земи, изоставени от изселилите се мюсюлмани към териториите, подвластни тогава все още на Османската империя.
Поп Минчо Кънчев в своята книга „Видрица“ пише, че е „богато турско село – овце, кози, говеда, храни, пари“. Селото силно допада на бежанците и с това, че само на около километър североизточно от него минава река, на юг – съвсем от самото село започвала дъбова гора, а на девет километра по шосето на юг от Аладаалии се стига до Търново-Сеймен (сега Симеоновград), разположен на двата бряга на река Марица, най-близкия град до това село. Покрай споменатия град минава и построената железопътна линия Белово-Одрин. По време на Източно-румелийския период Търново-Сеймен е обявен за околия (1880), в рамките на която е и Аладаалии.
Освен бежанците от Димотишко, в Аладаалии се заселват и отделни семейства от с. Кум кьой (сега с. Пясъчево), с. Мандрица и от околните селища.
Въпреки Междусъюзническата война (1913) и последвалите я погроми над българите от Западна Тракия, извършени от турски и гръцки военни и паравоенни формирования, в село Караклисе остават да живеят до 130 семейства българи, смесени с турски семейства. Целта на тези турски и гръцки набези над западнотракийските българи е била не само отмъщение и реванш за българските военни успехи през 1912 година, но и опит за етническо прочистване на тези територии от българския етнос, който има по това време доста сериозно присъствие в някои селища на Беломорска Тракия.
След Конвенцията в Сан Ремо през април 1921 г., която присъединява Западна Тракия към Кралство Гърция, в Царство България през 1925 – 1926 г. пристигат още много други българи от Гръцка Тракия. Определен брой семейства от тази втора вълна бежанци пак са от Караклисе се заселват в село Левски, като заемат най-вече неговата североизточна част. Няколко семейства от новопристигналите бежанци от Караклисе остават в село Левски само за известно време, защото предпочитат да се установят по-трайно заедно с останалите бежанци от Караклисе и с български бежанци от Мала Азия, в село Хамзач (от 1934 г. село Дъбовец), което е много по-близо до Караклисе.
По време на войните до 1945 г. селото дава доста жертви. Войници от В. Левски участват в боевете при Ниш, Белград, Будапеща през Втората световна война. По това време селото е било многолюдно с почти 1400 жители от компактно българско население. Близкото село Опан, което е административен център на общината, е основано през XVI век, на оживен търговски път, свързващ Северна и Средна България с Цариград, което е важен показател за оживеност на региона в един дълъг период от миналото.
В началото на ХХти век основният поминък на селището е скотовъдството и земеделието и въпреки мощните държавни инвестиции след 9 септември 1944 г. и внедряването на планова икономика откъм средата на 60-те населението в региона започва да се преселва към близките градове. Левченци се преселват в София, Димитровград, Пловдив, Гълъбово и Симеоновград. Най-масово преселение извършват към Стара Загора. Единствено заселването към този град има организиран характер, като новодошлите са подпомагани от по-стари преселници, като в резултат на този процес оформят землячески групи в някои сфери на промишлеността (АТЗ–Ст. Загора, мини Марица-изток и др.). В днешно време в Стара Загора живеят стотици потомци на левченци.
След демократичните промени от 1990 г. емигранти от селото се заселват и в чужбина най-вече в Гърция и Италия. Родом от село Васил Левски са редица лекари, психолози, инженери, хора на изкуството, спортисти, военни и полицаи, общественици и учители.

## География

### Местоположение
Селото отстои на 42 км южно от Стара Загора, 9 км северно от Симеоновград, 12 км западно по права линия от гр. Гълъбово. През село В. Левски минава третокласен път – III-503, който е най-прекият по направление Истанбул-Стара Загора. След 2001 г. започва реконструкция на пътната мрежа, а на 20 август 2007 г. министърът на регионалното развитие и благоустройството Асен Гагаузов открива преасфалтираното трасе.
Най-близката железопътна линия е 83-та жп линия Симеоновград-Нова Загора, която минава най-близко на 10 км извън регулацията на селото. През землището на В. Левски минава електропреносна линия с направление Пловдив – п/я ХЕБРОС 400kV.

### Релеф и почви
Теренът в землището на село Васил Левски е пресечен, хълмист, с множество хаотично разположени и взаимно пресичащи се дерета, като на север преминава в равнинен и с по-висока надморска височина. Класификационният код на надморската височина е 3-ти (реш. №563 на МС) с надм. вис. 100 – 199 м. На юг преобладава горска растителност (предимно широколистна), образуваща малки и по-големи горички, т. нар. кории. Там са съсредоточени и дълготрайните овощни насаждения.
Земята е най-големият ресурс на селото. Основният процент от обработваемата площ са ниви, но има и много пасища. Землището на селото е изключително благоприятно за развитие на земеделие поради високото качество на почвите.
Селото попада в почвеногеографския регион на Тракийско–Тунджанската провинция. В преобладаващата си част земите в региона са продуктивни и неерозионни черноземни-смолници. Съдържанието на хумус в горния пласт е 3 – 4 % и постепенно намалява в дълбочина на профила. Карбонатите са измити на дълбочина под 80 – 90 см. Реакцията на почвата е неутрална до слабо кисела в безкарбонатния слой и слабо алкална в карбонатния. Тези почви са недостатъчно запасени с азот и фосфор, но имат благоприятен калиев режим.
В почвената структура в село Васил Левски останалите видове почви имат по-слабо хумусно съдържание. Тези почви имат преобладаващо лек механичен състав и рохкав строеж, което ги прави подходящи за интензивно и високо-рентабилно земеделие. Механичният им състав е глинест или тежкопесъчлив–глинест с текстурен коефициент 1,3.
В миналото горските площи са били значително по-големи, но в настоящето отстъпват място на културните растения. В близост до селището на 1 км в източна посока се намира язовир с незначителен обем и малка рекичка (Мусачевската река), протичаща по дъното на долина, ориентирана север–юг и вливаща се в река Съзлийка край град Гълъбово, с което се включва във водосборния басейн на река Марица по долното ѝ течение. Мусачевската река често образува малки блата по пътя си, а през лятото пресъхва, но дава известна възможност около коритото ѝ да се развива поливно земеделие.

### Замърсяване на почвите
Локализирано е в районите непосредствено съседни на транспортните артерии Е80; Хасково-Димитровград; Димитровград-Радиево-Ст. Загора, както и покрай пътя Горски извор – Димитровград – изложени на екологичен риск от вредния ефект на автотранспорта.
По тези трасета преминава интензивен поток от леки коли, товарен и пътнически автотранспорт. Замърсяването има локален характер. Изследванията на почвата с профил 0,30 см (известен като „орен“ слой, в който е разположена основната биомаса на кореновата система при тревистите растения) показва, че основният екологичен проблем постъпва от акумулирането на оловото в повърхностния слой на почвата. Успоредно с оловното замърсяване, в резултат на изгорелите газове от автотранспорта и въздушния аерозол от микрочастици от износването на гумите формират допълнително замърсяване, не само с тежки метали, но и с други вредни газове.
Съществуват и нерегламентирани сметища, които замърсяват почвите и водите. Този проблем е хроничен за селото.

### Полезни изкопаеми
На 6 – 7 км южно от селото е открито находище на руди суровина за атомната енергетика и голяма гранитна плоча в дълбочина, но не е разработено.
Поради високото съдържание на глина и други вещества, които придават свойство на втвърдяване на определени земни пластове при определени условия, то тези пластове системно са добивани за нуждите на строителството в селото. Все още са запазени поне три находища на такъв материал около селото.

### Води
Всички видове води на територията на селото се замърсяват или са застрашени от замърсяване поради следните причини: Нерегламентирано заустване на отпадъчни води в реките от околни къщи, сметища, които не отговарят на нормативните изисквания и са постоянен замърсител както на подземните така и на повърхностните води; Липсата на канализационна мрежа. Тези проблеми, вероятно в своята пълнота, няма да бъдат решени през следващите години. Общината не разполага с достатъчен ресурс да го реши, а в същото време съгласно Директива 91/271/ЕС за градските отпадъчни води и съответната българска Прилагаща програма до 2014 г. не се предвижда задължителното изграждане на канализация и пречиствателна станция в нито едно от селищата на община Опан. Остава възможността изграждането на канализация и малки пречиствателни съоръжения да се финансира чрез грантове за развитие на общините в България.

## Население
Населението е предимно от български произход, а втората по големина народностна група – демерджиите, почти се е асимилирала с българския етнос, процес, датиращ от повече от половин век.
Прирастът на населението е силно отрицателен, като намаляват единствено българите. Смъртността е несъразмерно висока, поради застаряването на населението и недостатъчното медицинско обслужване.
Основните демографски показатели са сходни с тези на община Опан, но в последните години положението се влошава, а именно: средна гъстота: 10.7 д/кв.км. (към 14 септември 2007 г.), раждаемост: приблизително –60%о годишно при –25%о до –30%о в по-предни години. В последните три години числеността на населението драстично намалява, като за този период (до септември 2007 г.) селото е загубило приблизително 1/8 от числеността си. Декември 2005 г. населението е 320 души, през лятото на 2006 г. е 299 жители (–6,56% спрямо предходната година или –65%о), според НСИ към 1 януари 2007 селото е с 300 жители, 14 септември 2007 г. е 282 души с постоянен и 11 с настоящ адрес... (като спадът на постоянното население за периода края на 2005 – началото на 2008 г. е –11.9% или –119%о), дял на млади генерации: приблизително 10% възрастни в надтрудоспособна възраст: приблизително 60%.
Броят на населението претърпява и незначителен ръст понякога, причината за който най-често е спонтанната икономическа емиграция, която има сезонен характер. Влияние върху броя на местното население оказват и периодично завръщащите се вече пенсионирани стари жители на селото.
Към 14 март 2008 г. населението с постоянен адрес е 275 души, с настоящ адрес е 287 души, а с постоянен и настоящ адрес в същото населено място е 236 души.
Брой на жителите от средата на миналия век:
- 1946 г. – 1359 души
- 1956 г. – 1339 души
- 1965 г. – 1086 души
- 1972 г. – 815 души
- 1978 г. – 693 души
- 2005 г. – 320 души
- 2008 г. – 287 души
- 2014 г. – 187 души

Според кмета на селото Димо Банев Димов към 2011 г. постоянно живеещи в селото са 26 семейства. За сравнение преди столетие около Първата световна война 1910 – 1920 г. постоянно пребиваващите семейства в селото са над 350 и население от 1800 – 2000 жители.

## Климат
Село Васил Левски се ситуира в област с преходно-континентален климат. Орографските прегради оказват съществено значение за формирането на многогодишния режим на времето. На север Стара планина и Средна гора са сериозни орографски прегради спрямо студените въздушни маси, а на юг Родопите възпрепятстват нахлуването на топлия средиземноморски въздух. Зимният сезон е сравнително мек и топъл. Средната януарска температура е около 0 °C, а температурната амплитуда е по-малка от тази на Дунавската равнина. Средната юлска температура е около 23 – 24 °C. Топлият климат благоприятства отглеждането на топлолюбиви култури, което е причина за разнообразието в селскостопанската продукция и специализацията на района на низината. Безмразовият период е доста по-продължителен от този в Северна България. Ветровете преобладаващо са от запад. Източни ветрове почти не се наблюдават. Валежите са между 600 – 500 мм за година, което е по-малко от средното за страната. Налице е почти равномерно разпределение на валежите по сезони. Главният валежен максимум е през май, а минимум – през март. Валежите са недостатъчни за селскостопанското производство, заради това в района активно се развиват мелиоративните земеделски стопанства, подпомагани от мелиоративна инфраструктура – канали, язовири, водоизравнители и т.н. Годишната сума на сумарна слънчева радиация, постъпваща върху хоризонтална повърхност (ССР), е 1550 kw/m2.

### Зима
Въпреки сравнително меката зима (като всички зимни средномесечни температури са положителни), понякога минималните температури се понижават значително.В случая съществена роля играят Родопите и Средна гора, които препятстват изтичането на преохладения приземен въздух, както и разположеността на селото на възвишение, без значителна геофизична преграда в непосредствена близост. Валежите през този сезон са средно от 115 до 155 мм, но само около 1/3 от тях са от сняг (30 – 35%). Средната януарска температура варира около 0 градуса с по-чести затопляния под влияние на средиземноморските циклони. Снежната покривка се задържа 20 – 30 дни годишно, когато се образуват и навявания, т.нар. преспи поради масовото изсичане на горите в миналото. Върху зимните условия влияе също и Стара планина, която спира по-слабите нахлувания от студен континентален въздух.

### Пролет
Пролетта започва рано. Сумата от валежите е от 120 до 170 мм. Валежите до края на май са относително по-добри, но през останалата част от пролетта се чувства недостиг на влага. Характерна за този сезон, особено през март, е голямата температурна амплитуда в денонощието.

### Лято
Сумата от валежите е между 130 и 190 мм. При високите температури, които обуславят значителна изпаряемост, тези валежи са твърде недостатъчни. Особено това се чувства през средата и втората половина на лятото, когато много често настъпва продължително засушаване. Поради физикохимичния си състав почвата в региона се спича и образува множество пукнатини, дълбоки понякога повече от 2 метра, ако има продължително засушаване, които местното население нарича „пуканиди“.
Възможна е появата на градушка през целия сезон, а преваляванията са във вид на краткотрайни порои и рядко са с продължителност над 20 минути. Като цяло лятото е горещо. Не липсват и температурни рекорди от над 40оС, които се приемат от местното население като нещо тривиално.

### Есен
Есента е значително по-топла от пролетта. Валежите през есенните месеци са продължителни, но с нисък интензитет, средно между 130 и 160 мм за сезона. Сравнително повече вали през втората половина на есента, докато през първата все още се чувства лятното засушаване. Валежните условия в района са в общи линии с континентален характер, за отделните сезони почти се изравняват (като годишната им сума е 525 – 615 мм.), което показва преход към континентално–средиземноморски климат.
Средната годишна температура на въздуха е между 11,5 и 13 градуса, средна годишна абсолютна минимална е от –18 до –15 градуса, средна годишна абсолютна максимална е от 36 до 38,5 градуса.

### Климатични аномалии
- На 13 октомври 2007 г. падна обилен снеговалеж и натрупа 50 см. сняг, след това падна и много гъста мъгла, когато след няколко дни снеговалежът се повтори, температурите паднаха до -19 градуса.
- На 23 ноември 2007 г. падна обилен дъжд около 130 л. на кв. м, обявено беше бедствено положение.
- На 30 октомври 1971 г. падна първият сняг, който завари плодовете на дърветата необрани, а листата по дърветата бяха все още зелени.
- На 14 юли 1971 г. в сутрешните часове падна червена мъгла, която причини тежки щети на лозята от болестта „удиум“, особено на десертните сортове.
- На 1 януари 1969 г. валя сняг, придружен с гръмотевици.
- На 3 юни 1963 г. падна проливен дъжд, който за 25 минути покри земята с 4 – 5 см. вода. При съединяване в двете сухи дерета водата преля и покри шосето, а чешмата бе покрита с вода над един метър. Къщите, които се намираха в близост до деретата, бяха наводнени до таваните. Също така от бурното течение се срути до основи оборът на ТКЗС.
- На 7 май 1932 г. след падане на обилни дъждове се понижи силно температурата, падна слана, последвана от лед, който унищожи всички пролетни растения.
- На 26 април 1928 г. стана силно земетресение. Януари същата година температурите се понижиха силно и земята замръзна повече от един метър. Вследствие на бедствието измръзнаха всички посеви.
- На 2 юли 1911 г. падна силна градушка с размер по-голям от орехи, придружена със силна буря.

### Сеизмична активност
В село Васил Левски не са регистрирани значителни земетресения, въпреки че попада в зоната на значителна сеизмична активност.

## Обществени институции
Кметството е сграда със съвременна фасада, разположено в северната част на централния площад. Там се помещава и медицинският пункт, подчинен на РЗОК Стара Загора.
Читалището е наречено на местен учител с леви убеждения Димитър Ангелов. Сградата разполага с библиотека (библиотечен фонд от 3273 книги), кинозала, конферентна зала.
Училището в селото не работи, а сградата е силно повредена... В община Опан функционира 1 училище – Основно училище „Христо Ботев“ в село Опан, като основната цел в развитието на сектора образование е запазване на училището и развитие в посока по-качествено образование.

## Политика
Преди 9 септември 1945 г. много от жителите са промонархически настроени. Традиционно е имал подкрепа БЗНС, но информация за създадени в селото политически структури има само за Консервативната и Национал-либерална партия. През 1919 г. е създадена Комунистическата партия, но е разтурена по време на Септемврийското въстание 1923 г. През първите години на комунизма част от населението е негативно настроено, но няма открита съпротива, въпреки че в годините на насилствената колективизация има политически репресии.
На 10 септември 1944 г. се възстановява партийната организация на БРП (к) в селото с партиен секретар Въльо Димов и членове на ръководството – Минчо Минчев, Христо Дяков, Господин Пулев и Харалампий И. Тонев. На 11 септември 1944 г. е основана младежката организация на РМС със секретар Злати Попов и членове на ръководството – Димо Митрев, Христо Стаматов, Слави Славов и Христос Колев. Също на 11 септември 1944 г. се основава БЗНС под ръководството на активни членове на крилото „Пладненци“ – Христо Караджов, Панайот Панайотов, Ангел Поп Петров, Дечо Янчев и Христо Делииванов. В този период са съградени и БРСДП, НСЗ и радикали, които са в състава на Отечествения фронт и поемат властта в селото.
През 1990 г. е назначена временна управа и кмет е Димитър Димов Димитров. На първите демократични парламентарни избори 52% гласуват за СДС.
Димо Димов е избран за кмет на 29 октомври 1995 г. с 64,5% (169 действителни гласове), поддържан от БСП, БЗНС „Ал. Стамболийски“, ПК „Екогласност“ срещу Димитър Димитров от (СДС, НС) и Бързьо Андонов (инициативен комитет) съответно с по 20,99% и 14,50%, и управлява трети мандат (отново поддържан от Българската социалистическа партия), спечелен през 2003 г. със 72,2% гласове или 138 действителни гласове. Противниците му на тези избори – Самуил Искренов Вехов от „Доверие за отговорност“и Радка Димитрова – независим, загубиха надпреварата съответно с по 29 и 24 действителни гласа. Четвъртият мандат като кмет на селото е спечелен от Димо Димов, подкрепян отново от Българската социалистическа партия, като последният е единственият кандидатирал се за поста и за него гласуват 127 души, което представлява 100% гласове.
През 2006 г. на изборите за президент и вицепрезидент от 254 гласоподаватели, дават гласа си 138 души, като 93-ма са за Георги Първанов и А. Марин, което е 67,39% и 16 души са за Волен Сидеров и П. Шопов, което е 11,59% симпатизанти.
През октомври 2024 г. на изборите за народно събрание избирателите са 152, а гласувалите са 84 души.
С най-много гласове е ДПС на Делян Пеевски - 50 гласа, следва ПП ГЕРБ-СДС - 8 гласа, Възраждане - 7, БСП - 6,  Величие  - 4, МЕЧ - 2, ИТН - 2, ПП - 2 гласа.

## Религии
Село Васил Левски е с предимно православно население. Около 3% са представителите на евангелистите. В региона няма изповядващи католицизма и исляма.

## Забележителности
Наблизо е минавал античен римски път с направление Византион (дн. Истанбул). Открити са пътни колони от 3 век. Паметникът на Апостола на свободата се намира на централния площад пред читалището. Чешмата е построена от г–н Карамалаков с лични средства за благото на селото. Интересен е фактът, че селото и регионът, обхващащ още десетина села, имат характерен диалект, сходен със старославянски (небо, я, куча, черква, црно), както и на думи сродни с италиански и испански, като вероятно имат връзка с думи с латински корен (например чеп-chep, скяла-scala, канджа-cane, ката-cada, марда-merda, пекайля–ohaiila, къни-cane venga, бастисва-basta, bastanca, циба-cita, ментя-menta, брати-brutar, brutando, brutare,), гръцки (папуци или пустали, мера, карпуза, друм) и турски език (сакън, кистерме, кара, ташкън и много други). От честата употреба с подобни думи в съчетание с кратки думи като го, оть, га, шъ, съ и т.н. произлиза и името на местното население – гочета.

## Бит и обичаи
Фолклорните носии и песни са типично тракийски и нямат заемки от други региони. На празници се издялкват фигурки от върба, които се наричат „чавги“ и наподобяват формата на ракета. С помощта на две еднометрови тояги се изстрелват, като преди това се запалват, за да могат, горейки, да оставят диря във въздуха. Веднъж паднали на земята, те не бива да се докосват, защото това е лоша поличба.
По време на сватба, булката трябва да пие от вода, с която преди това младоженеца си е измил краката, което е символ на патриархално превъзходство. Също така в нощта преди сватбата близките на булката я подканват да прекара в ридание вечерта, като знак, че тя се разделя с моминството.
На празник мъжете пият от едно менче, което си подават от ръка на ръка, за да символизират принадлежност към социума, който в миналото е бил изключително консервативен и затворен. Традиционното право тракийско хоро се играе с една стъпка повече от оригинала, което е отличителен белег за прилежност към общността на левченци. Когато се извади питка от фурната, най-старата баба във фамилията отпива глътка вода и после я изплюва върху нея, за да омекне.
Кулминацията на кукерските игри, които са на особена почит в Старозагорския край, е появата на митическото същество „джамала“, което е представено от двама или трима мъже, които носят отрязана конска глава.
Специфични местни храни са „кунгюзе“ – баничка с месо, „комбос“ – прави се от тиква, прословутия „бахур“, „булгур“, „масленица“ – прилична на милинка, „катък“, който се произвежда по два различни начина от кисело мляко и сирене, „кишкек“ – ястието, съставено от жито и месо, се приготвя в големи казани. Житото се измива в деня, предшестващ приготвянето на ястието. След това се стрива в хаван. Процесът на готвене обикновено се извършва на открито. Освен житото и парчетата месо се прибавят още лук, подправки, вода и масло. Всичко това се готви през цялата нощ.
От върба се изработва примитивна свирка, която се ползва да даде сигнал на кучетата да „завърнат стадото“ или за детска играчка и няма качества на музикален инструмент.

## Редовни събития
- 28 август (Богородица) – годишен събор. Прави се курбан за здраве и жителите се събират на центъра, за да празнуват.

## Икономика
През 1932 г. колектив от левченци създава кредитната кооперация „Житен клас“. В първите години на комунизма частната инициатива е напълно премахната. През 1950 г. е създаден ТКЗС с 47 домакинства и общ поземлен фонд от 1600 декара. Към средата на 80-те години на 20 век започва поевсместен упадък във всички отрасли на стопанството. Допълнително за това спомага и демографският срив и емиграцията към града, усилила се през 60-те при колективизацията на земята.
Частната инициатива бележи ръст след края на приватизацията (около 2000 г.). Животновъдството се развива в малки семейни стопанства.

## Личности
- Ангел Сотиров, р. 1944 г. – психолог
- Димитър Костов Карамалаков – актьор в Драматичен театър „Гео Милев“ – Стара Загора
- Павлин Радев – офицер от БА